# Pirulo (futbolista)
José Antonio Ruiz López (n. Los Barrios, Cádiz, 17 de abril de 1992) más conocido como Pirulo es un futbolista español que juega en la demarcación de centrocampista para el ŁKS Łódź de la Ekstraklasa.

## Trayectoria
Nacido en Los Barrios, provincia de Cádiz, Pirulo ingresaría en los juveniles del RCD Espanyol en enero de 2009, después de salir de la estructura del Cádiz CF. En 2011, hizo su debut con el RCD Espanyol B en Tercera División.
El 8 de julio de 2012, Pirulo abandonó la cantera perica y firmó por el Atlético Malagueño en Tercera División. Al año siguiente se marchó al club CE L'Hospitalet de la Segunda División B, en el que anotaría seis goles en 30 apariciones con el que disputaría la promoción de play-offs.
El 30 de junio de 2014, Pirulo regresó al RCD Espanyol B en la Segunda División B. El 14 de julio de 2015, firmó con el CE Sabadell. 
En julio de 2016, Pirulo firmó un contrato con el club eslovaco del FK Senica para jugar la Super Liga, después de impresionar a modo de prueba. Hizo su debut profesional el 16 de julio, comenzando en una derrota por 0-1 en casa contra ŠK Slovan Bratislava. 
El 6 de febrero de 2017, Pirulo se unió al club búlgaro del PFC Cherno More Varna. Hizo su debut contra el CSKA Sofía en una derrota en casa por 0-2 el 19 de febrero. El 19 de marzo de 2017, Pirulo marcó su primer y único gol en una victoria por 3-1 sobre Neftochimic Burgas. 
El 29 de mayo de 2017, rescindió su contrato con el PFC Cherno More Varna por acuerdo mutuo.
En verano de 2017, firmaría un contrato por la Unión Deportiva Los Barrios de su ciudad natal para jugar en Tercera División.
En la temporada siguiente, firma con la Real Balompédica Linense para jugar en el Grupo IV de la Segunda División B.
En verano de 2019, firma con el ŁKS Łódź recién ascendido a la Ekstraklasa por tres temporadas.

## Clubes
| Club                          | País       | Año               |
| ----------------------------- | ---------- | ----------------- |
| RCD Espanyol B                | España     | 2011-2012         |
| Atlético Malagueño            | España     | 2012-2013         |
| Centre d'Esports L'Hospitalet | España     | 2013-2014         |
| RCD Espanyol B                | España     | 2014-2015         |
| CE Sabadell                   | España     | 2015-2016         |
| FK Senica                     | Eslovaquia | 2016              |
| PFC Cherno More Varna         | Bulgaria   | 2017              |
| Unión Deportiva Los Barrios   | España     | 2017-2018         |
| Real Balompédica Linense      | España     | 2018-2019         |
| ŁKS Łódź                      | Polonia    | 2019 - Actualidad |